# 三甲基膦
三甲基膦是一种有机磷化合物，化学式为P(CH3)3，或简写为PMe3。和其它烷基膦一样，它是具有强烈不愉快气味的化合物。它在配位化学中是一种常见的配体。

## 制备
三甲基膦可以通过亚磷酸三苯酯和氯化甲基镁反应得到：
3 CH3MgCl  + P(OC6H5)3  →  P(CH3)3  +  3 C6H5OMgCl
反应在二丁醚中进行，更容易挥发的三甲基膦可以通过蒸馏得到。